# 群馬パース学園短期大学
群馬パース学園短期大学（ぐんまパースがくえんたんきだいがく、英語: Gumma Paz Gakuen College）は、群馬県吾妻郡高山村中山6859-251に本部を置いていた日本の私立大学である。1998年に設置され、2008年に廃止された。大学の略称はパース短大。

## 概要

### 大学全体
- 群馬県吾妻郡高山村に所在した日本の私立短期大学で、設置主体は学校法人群馬パース学園。
- 学科数1、入学定員80名体制で1998年、群馬パース看護短期大学として開学[1]。
- 2001年に専攻科を置き、2002年には学科の増設により2学科体制となる。
- 2004年度の入学生を最後に[注釈 2]、2008年に短期大学としての使命を終える[3]。

### 教育および研究
- 群馬パース学園短期大学は医療従事者の養成に特化した短大で、主たる実習施設として群馬大学医学部附属病院・国立沼田病院・国立渋川病院などがあった。

### 学風および特色
- 群馬パース学園短期大学の学名である「パース」（PAZ）とはポルトガル語で、「P[注 2]」は「人々、人類」「A[注 3]」は「保健・医療・福祉」、「Z[注 4]」は「貢献、献身」を意味する。

## 沿革
- 1996年
  - 9月 群馬パース看護短期大学設立準備財団による準備が行われる[4]。
- 1997年
  - 12月19日 左記を以て文部省[注 5]より短期大学の設置が認可される[5]。
- 1998年
  - 4月1日 群馬パース看護短期大学（ぐんまぱーすかんごたんきだいがく）が以下の学科体制にて開学。
    - 看護学科 入学定員80名

  - 5月1日 学生数[6]/定員
    - 看護学科 89[注 6]/80
- 1999年
  - 5月1日 学生数[7]/定員
    - 看護学科 183[注 7]/160
- 2001年
  - 4月1日 専攻科に以下の専攻課程を設置[注 8]。
    - 地域看護学専攻
- 2002年
  - 4月1日 理学療法学科[注 9]の増設により群馬パース学園短期大学となる[10]。
  - 5月1日 学生数/定員
    - 279[注 10][8]/280
- 2003年
  - 4月1日 高崎キャンパスが設置される。
- 2004年
  - 4月1日 最後の学生募集となる[注釈 2]。
- 2008年
  - 7月31日 左記を以て正式に廃止[3]。

## 基礎データ

### 所在地
- 高山キャンパス（群馬県吾妻郡高山村中山6859-251[注釈 1]）
- 高崎キャンパス（群馬県高崎市岩押町5-4）

### 象徴
- 群馬パース学園短期大学のカレッジマークはハート・人間の形を模ったものとなっていた[8]。

## 教育および研究

### 組織

#### 学科
- 看護学科 入学定員80名
- 理学療法学科 入学定員40名

#### 専攻科
- 地域看護学専攻；看護系の短期大学卒業者を対象とした専攻課程で入学定員25名[注 11]。

#### 別科
- なし

#### 取得資格について
受験資格
- 看護学科：看護師
- 理学療法学科：理学療法士
- 専攻科地域看護学専攻：保健師

#### 附属機関
- 図書館[12]

### 研究
- 『群馬パース学園短期大学紀要』[13]

## 施設

### 高山キャンパス
- 設備
  - 図書館・学生食堂・パース学園診療所ほか

### 高崎キャンパス
- 設備
  - 学校法人群馬パース学園本部と共同使用されており、5階建てとなっていた。

### 寮
- 群馬パース学園短期大学の寮は、高山キャンパス内に設置されていた[8]。

## 卒業後の進路について

### 編入学・進学実績
- 看護学科学生は、本短大専攻科に進学していた様子。